# Alberto Orzan
Alberto Orzan (ur. 24 lipca 1931 w San Lorenzo Isontino, zm. 9 sierpnia 2022) – włoski piłkarz, występujący na pozycji pomocnika.
W latach 1956–1957 rozegrał 4 mecze w reprezentacji Włoch. Z zespołem AC Fiorentina zdobyłː mistrzostwo Włoch (1956), Puchar Włoch (1961) i Puchar Zdobywców Pucharów (1961).